# Ruhengeri
Ruhengeri est une ville située au nord du Rwanda, chef-lieu du district de Musanze dont elle porte également le nom.
Avant la réforme administrative de 2006, Ruhengeri était la capitale d'une province (préfecture jusqu'en 2002) à laquelle elle donnait son nom (aujourd'hui intégrée avec l'ancienne province de Byumba et une partie de l'ancienne province de Kigali rural dans la province du nord).
En 1990, d'importants massacres de Tutsis (groupes Bagogwe et Bahima) ont eu lieu dans la région de Ruhengeri. Sa population, selon le recensement de 2022 est de 135 000 habitants.